# Scleria radula
Scleria radula är en halvgräsart som beskrevs av Henry Fletcher Hance. Scleria radula ingår i släktet Scleria och familjen halvgräs. Inga underarter finns listade i Catalogue of Life.